# Vinblastine
La vinblastine et son sel, le sulfate de vinblastine sont des toxines extraites de la pervenche de Madagascar (Catharanthus roseus). Elle est formée par la plante en associant la catharanthine et la vindoline. La vinblastine est utilisée à des fins médicales, notamment dans le traitement du cancer du poumon, cancer du sein et les lymphomes. 
C'est un poison du fuseau mitotique qui inhibe la polymérisation de la tubuline en microtubules, ce qui bloque la division cellulaire provoquant préférentiellement la mort de la cellule tumorale.

## Historique
En 1952 une patiente visitant la Jamaïque envoie à Clark Noble, médecin découvreur de l'insuline, des feuilles provenant d'un arbrisseau de Madagascar (Vinca rosea). Elle lui décrit comment réaliser un thé dont les vertus antidiabétiques sont bien connues en Jamaïque. Clark Noble n'étant plus impliqué dans le monde de la recherche transmet le colis à son frère Robert Laing Noble, directeur associé du Collip Medical Research Laboratory à Toronto. Celui-ci ne constate que peu d'effets sur la glycémie mais remarque une activité importante sur la moelle osseuse et le nombre de globules blancs. À partir de 1954 Charles T. Beer, un chimiste organicien rejoint l'équipe de Noble ; ensemble ils isolent puis caractérisent un puissant alcaloïde de ces feuilles : la vinblastine.

## Mécanisme d'action
La vinblastine est un poison du fuseau mitotique inhibant la polymérisation de la tubuline et bloquant la division cellulaire.

## Indications
- Maladie de Hodgkin et lymphomes non hodgkiniens
- Cancer du testicule
- Sarcome de Kaposi
- Choriocarcinomes
- Cancer de l'ovaire
- Cancer du sein
- Cancer du rein
- Cancer de la vessie
- Certains cas d'histiocytose
- Leucémie aiguë lymphoblastique (LAL B)

## Effets indésirables
L'activité de la vinblastine sur la moelle osseuse explique l'effet indésirable majeur, la leucopénie qui est le facteur dose-limitant :
- myélodépression : leucopénie principalement, anémie et thrombopénie ;
- toxicité neurologique : atteinte du système nerveux végétatif se manifeste par l'apparition d'une constipation accompagnée de douleurs abdominales. Mais aussi des neuropathies périphériques avec abolition des réflexes ostéo-tendineux et paresthésies ;
- alopécie, toujours transitoire.

## Divers
La vinblastine fait partie de la liste des médicaments essentiels de l'Organisation mondiale de la santé (liste mise à jour en avril 2013).